# Roella spicata
Roella spicata är en klockväxtart som beskrevs av Carl von Linné d.y.. Roella spicata ingår i släktet Roella och familjen klockväxter. Inga underarter finns listade i Catalogue of Life.